# Sarosh Zaiwalla
Sarosh Zaiwalla est un avocat international basé à Londres. 
Il est né à Mumbai en juillet 1947 et y a été éduqué. Il a ensuite émigré à Londres où en 1982, alors âgé de 28 ans, il a fondé Zaiwalla and Co. (où il était l'associé principal) ; il semble avoir été le premier homme asiatique et indien à créer un cabinet d'avocats à Londres. Il a été présenté par le Financial Times comme « l'homme qui a tenté de mettre un terme à la deuxième guerre en Irak » (seconde guerre du Golfe). En 2016, son cabinet d'avocats, spécialisé dans le commercial international, disposait de 11 avocats et avait chiffre d'affaires d'environ quatre millions de livres sterling par an. Selon la Law Gazette, il a participé à plus de 1 200 arbitrages internationaux (dans des domaines aussi variés que l'énergie, le transport maritime, la politique et la construction).

## Éléments de biographie
Sa famille est d'origine Parsis. Sarosh Zaiwalla a été formé à Bombay (Mumbai depuis 1995) à l'école jésuite de St François Xavier, où dit-il « la seule matière qui m'ait vraiment intéressée — à part le cricket — était la politique. J'ai toujours été un peu révolutionnaire. Je voulais changer le monde et le rendre plus égalitaire » ; il a ensuite suivi entamé une formation d'expert comptable dans une école de commerce et d’économie pour ensuite suivre ses frères en s'inscrivant au Government Law College (également à Bombay) communiste. Étudiant militant, il a été à l'époque qualifié de communiste, ce qu'il nie avoir été à cause d'une « ferme croyance » en Dieu, mais il était politiquement actif et « voulais changer l'Inde, pour en faire un pays moderne qui éduque et prenne soin de ses citoyens pauvres » ; c'est dans ce cadre qu'il a rencontré Indira Gandhi lors d’une conférence étudiante.
En janvier 1975, il suit les traces de son père (Ratanshaw Zaiwalla) qui 50 ans plus tôt (en 1925) avait quitté l'Inde pour l'Angleterre où il pourrait avoir été le 1er Indien à se qualifier comme avocat à Londres. À Londres, il est parrainé par l'avocat Bhagwan Hiranandani, qui lui offre son premier travail.
Il dispose d'un passeport anglais et ses enfants ont la nationalité anglaise.

## Carrière
Après s'être qualifié comme avocat au Royaume-Uni, il s'est formé chez Stocken and Co., un cabinet d'avocats maritimes de Fleet Street. 
Il y a compté parmi les stagiaires qu'il a encadré le jeune Tony Blair avant de le limoger pour avoir mal préparé une affaire.
Zaiwalla au début de sa carrière a défendu des entreprises indiennes, et plus récemment il s'est intéressé à la Chine, en créant une coentreprise avec Tang Law Group (cabinet d'avocats chinois) et en ouvrant un bureau à Pékin.
Il a représenté devant les tribunaux ou d'autres instances des groupes, personnages influents ou connus tels que :
- la famille Gandhi ; pour Rajiv Gandhi, mais aussi pour Sonia Gandhi (il a empêché un producteur de cinéma italien de faire un film sur elle), et pour Maneka Gandhi (il a intenté une poursuite pour diffamation contre les éditeurs Harper Collins à propos du livre sur Indira Gandhi écrit par Catherine Frank)[4] ;
- Benazir Bhutto qu'il a défendu contre Nawaz Sharif qui l'attaquait pour corruption[4] ;
- l'émir de Dubaï[1] ;
- la famille des frères Vincent Tchenguiz et Robert Tchenguiz[1] ;
- le gouvernement chinois (pour China National Petroleum Corporation)[1] ;
- P.V. Narasimha Rao (Pamulaparthi Venkata Narasimha Rao, 9e Premier ministre de la République de l'Inde[5]
- V.P. Singh[5] ;
- le conglomérat des frères Hinduja[5] ;
- Amitabh Bachchan, acteur hollywoodien figurant dansplus de 200 films[5] ;
- le boxeur Chris Eubank qui est son ami et voisin[3] ;
- le Dalaï Lama qui lui aurait demandé en mai 2004 de faciliter un dialogue confidentiel avec la Chine à propos du Tibet[4] ;
- ou un client controversé : Saddam Hussein[3].

Il a aussi défendu avec succès la Banque Mellat. Celle-ci (plus grande banque privée d'Iran) était en conflit avec le Trésor anglais (HM Treasury) car supposée continuer à financer le nucléaire iranien, alors que la banque affirmait avoir fait tout ce qui était en son pouvoir pour rompre les liens avec les entreprises désignées par l’ONU comme ayant un lien avec le programme nucléaire iranien. L'affaire semblait perdue pour la banque, car elle avait perdue face au Trésor face à la Haute Cour, puis devant la Cour d'appel. C'est alors qu'elle a fait appel à Zaiwalla & Co qui en 2013 a porté l’affaire devant la Cour suprême anglaise. Le Trésor a alors demandé une session secrète de la Cour suprême, ce qui aurait été une première, afin d'étudier les renseignements sensibles dont il disposait, prouvant — selon lui — que la banque Mellat participait au programme nucléaire iranien. Sarosh Zaiwalla a finalement fait reconnaitre par la Cour européenne de justice que le Conseil européen avait sanctionné la banque (dont les fonds avaient été gelés en 2010 au Royaume-Uni) sans motifs ou éléments de preuve suffisants. Six juges de la Cour suprême sur neuf ont estimé au Royaume-Uni que le gouvernement anglais avait dans ce cas agi de manière illégale et irrationnelle,. La banque Mellat a poursuivi le gouvernement en réclamant des dommages et intérêt, et aurait obtenu une compensation de 1,25 milliard de livres sterling (en octobre 2019).
Après que le groupe pétrogazier russe Ioukos ait été renationalisé, et que l'État russe refusait de verser des dommages-intérêts aux actionnaires, malgré une décision de la Cour européenne des droits de l'homme de 2014 estimant que la Russie devait 1,6 milliard de livres sterling aux actionnaires, Sarosh Zaiwalla a défendu ces derniers. 
Depuis le 29 juillet 2019, il dirige le cabinet d'avocats regroupés dans la compagnie « Zaiwalla & CO Limited » (antérieurement dénommée « Zaiwalla New Limited » (du 29 juillet 2019 au 3 décembre 2019), avec : Leigh David Cresthohl (directeur depuis le 3 septembre 2020) ; Kartik Mittal (né en octobre 1984, directeur depuis le 3 septembre 2020) ; sa fille Freya Zaiwalla (directrice depuis le 29 juillet 2019) ; Sarosh Zaiwalla (directeur depuis le 29 juillet 2019) ; et Varun Zaiwalla (directeur depuis le 29 juillet 2019).

### Arbitrages
Son cabinet travaille plus dans le monde qu'à Londres même, y compris pour des arbitrages. 
Il a été désigné arbitre unique par la Chambre de commerce internationale pour trancher un différend entre une multinationale japonaise et une société indonésienne relatif à la construction de conduites d'eau en Malaisie (avec plusieurs millions de dollars en jeu).
Il a fait partie d'un panel d'arbitres dans un autre différend (avec également plusieurs millions de dollars en jeu), entre une société de télévision libanaise et une agence d'un État du Golfe.

## Réseautage, notoriété
En 2016, il était l'une des trois personnes originaires d'Inde à figurer sur la liste des 100 hommes les plus connectés en 2016 (il ne s'agit pas d'un classement, ni d'une liste désignant les personnalités les plus informatiquement connectées, mais d'une liste des personnes ayant les plus vastes systèmes de réseautage et/ou dont les activités philanthropiques sont particulièrement étendues. Cette liste est publiée par le magazine GQ et compilée avec le magazine Business Standard et l'entreprise « editorial intelligence » de Julia Hobsbawm).

Les deux autres indiens de la liste étaient Rishi Saha (responsable des politiques publiques de Facebook UK), et Samir Desai (directeur de « Funding Circle »).